# Kőbánya
Kőbánya är ett distrikt i Budapest i Ungern. Det hade 78 703 invånare år 2015.

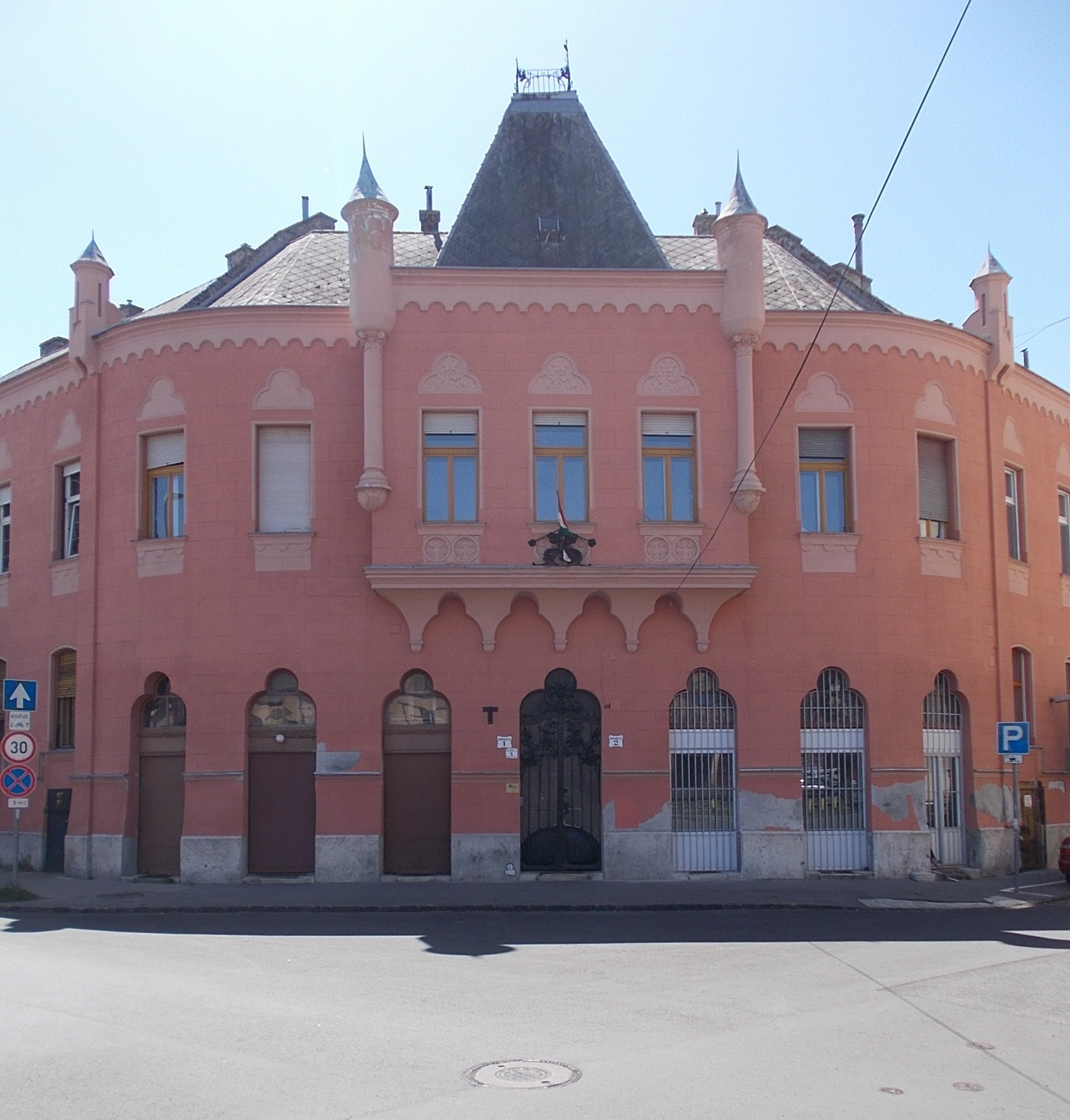
Gergely utca 1

## Vänorter
Kőbánya har följande vänorter:
- Jarosław, Polen
- Štúrovo, Slovakien
- Vinkovci, Kroatien
- Wolverhampton, Storbritannien